# 米沢瑠美
米沢 瑠美（よねざわ るみ、1991年6月6日 - ）は、日本の女性アイドルグループAKB48の元メンバー。アーティストハウス・ピラミッド→元エムズエンタープライズ所属。

## 略歴
2006年
- 12月3日、『第三期AKB48追加メンバーオーディション』に合格。

2007年
- 4月8日から2010年4月16日までAKB48劇場でチームBの一員として、2010年3月12日からはチームKの一員として公演に出演。

2009年
- 6月から7月にかけて実施された『AKB48 13thシングル選抜総選挙「神様に誓ってガチです」』では22位で、アンダーガールズ入りを果たした。
- 8月23日に開催された『読売新聞創刊135周年記念コンサート AKB104選抜メンバー組閣祭り』の夜公演において、同年10月よりチームKに異動することが発表され、2010年3月12日にチームKに異動した。

2010年
- 3月25日に開催された『AKB48 満席祭り希望 賛否両論』の夜公演において、アーティストハウス・ピラミッドへの移籍打診が発表され、1週間後の4月1日から正式に所属することになった。
- 5月から6月にかけて実施された『AKB48 17thシングル選抜総選挙「母さんに誓って、ガチです」』では34位で、アンダーガールズ入りを果たした。

2012年
- 1月28日、AKB48のオフィシャルブログにて、本人の申し出によりAKB48としての活動を辞退することが発表された[1][2]。
- 2月5日に開催された「上からマリコ」劇場盤大握手会をもってAKB48メンバーとしての活動を終了した[3][4]。
- 3月31日付けで当時の所属事務所であるアーティストハウス・ピラミッドとの契約を終了[5]。
- 7月1日、自身のTwitterでエムズエンタープライズに所属することを発表[6]。また、7月中旬に新しいオフィシャルブログを開設することを発表[7]。
- 7月20日、米沢瑠美オフィシャルブログ「Rumi Yonezawa」を開設。

2013年
- 4月17日から21日まで行われる舞台『A☆ct Stage Vol.3「応!〜吠えろ!叫べ!打ち砕け!すべての軛を引きちぎれ!〜」』で初の舞台主演を務める[8]。
- 12月頃、所属していたエムズエンタープライズの公式プロフィールから削除され、公式ブログも閉鎖された。

## 人物

### AKB48
- 渡辺麻友の愛称「まゆゆ」や、島崎遥香の愛称「ぱるる」の命名者[9]。

## AKB48在籍時の参加曲

### シングルCD選抜楽曲
- 「Baby! Baby! Baby!」に収録
  - 初日
- 「大声ダイヤモンド」に収録
  - 大声ダイヤモンド (Team B ver.) - 「チームB」名義
- 「涙サプライズ!」に収録
  - 初日 - 「Team B」名義
- 「言い訳Maybe」に収録
  - 飛べないアゲハチョウ - 「アンダーガールズ」名義
- 「RIVER」に収録
  - ひこうき雲 - 「シアターガールズ」名義
- 桜の栞
- 「ポニーテールとシュシュ」に収録
  - 僕のYELL - 「シアターガールズ」名義
  - マジジョテッペンブルース
- 「ヘビーローテーション」に収録
  - 涙のシーソーゲーム - 「アンダーガールズ」名義
- 「Beginner」に収録
  - 僕だけのvalue - 「アンダーガールズ」名義
- 「チャンスの順番」に収録
  - ALIVE - 「チームK」名義
- 「桜の木になろう」に収録
  - エリアK - 「DIVA」名義
- 「Everyday、カチューシャ」に収録
  - 人の力 - 「アンダーガールズ」名義
- 「風は吹いている」に収録
  - Vamos - 「アンダーガールズ ばら組」名義
- 「上からマリコ」に収録
  - ゼロサム太陽 - 「チームK」名義
- 「GIVE ME FIVE!」に収録
  - ユングやフロイトの場合 - 「スペシャルガールズC」名義

### アルバム選抜楽曲
- 『神曲たち』に収録
  - 君と虹と太陽と
- 『SET LIST〜グレイテストソングス〜完全盤』に収録
  - あなたがいてくれたから
- 『ここにいたこと』に収録
  - 僕にできること - 「Team K」名義
  - ここにいたこと -「AKB48+SKE48+SDN48+NMB48」名義

### 劇場公演ユニット曲
チームB 1st Stage「青春ガールズ」
- Blue rose

 チームB 2nd Stage「会いたかった」
- 涙の湘南
- 渚のCHERRY
- リオの革命

 チームB 3rd Stage「パジャマドライブ」
- 鏡の中のジャンヌ・ダルク

 チームB 4th Stage「アイドルの夜明け」
- 片思いの対角線

 THEATRE G-ROSSO 「夢を死なせるわけにいかない」公演
- Confession（篠田麻里子・大堀恵・小森美果のスタンバイ）

 チームK 6th Stage「RESET」
- 奇跡は間に合わない
- 明日のためにキスを（菊地あやか･田名部生来のユニットアンダー）

## 出演

### バラエティ
- AKB48ネ申テレビ（ファミリー劇場）
  - スペシャル（2008年12月24日）
  - スペシャル〜チーム対抗!春のボウリング大会〜（2010年4月30日）
  - Season4（2010年8月1日 - 8月22日）
- AKBINGO!（2009年7月15日 - 不定期出演、日本テレビ）
- 熱血BO-SO TV（2010年7月31日・9月4日・2011年4月16日、千葉テレビ）

### テレビドラマ
- マジすか学園（2010年1月8日 - 3月26日、テレビ東京） - ライス 役
- 桜からの手紙〜AKB48 それぞれの卒業物語〜（2011年2月26日 - 3月6日、日本テレビ） - 米沢瑠美 役
- マジすか学園2（2011年4月15日 - 7月1日、テレビ東京） - ライス 役
- ドクターX〜外科医・大門未知子〜（2012年10月18日 - 12月13日、テレビ朝日） - 加藤実夏 役
- 赤川次郎原作 毒<ポイズン> 第12話（2012年12月20日、読売テレビ） - アパートの住人 役

### 映画
- 名無しの十字架（2012年12月1日、アークエンタテインメント） - デリヘル嬢 役

### 舞台
- ∞・Infinity（2009年10月30日 - 11月8日、THEATRE G-ROSSO） - 伊佐子 役
- オートロックロックナット[10]（2012年12月19日 - 23日、エコー劇場） - 南 役
- 人狼 ザ・ライブプレイングシアター[11]（2013年2月1日 - 3日、サンモールスタジオ） - アリシア 役
- 謎ト答[12]（2013年2月13日 - 18日、神保町花月）
- A☆ct Stage Vol.3「応!〜吠えろ!叫べ!打ち砕け!すべての軛を引きちぎれ!〜」（2013年4月17日 - 21日、築地本願寺ブディストホール） - 主演・山月吼 役（遥奈瞳とのダブル主演）[13]
- 人狼 ザ・ライブプレイングシアター「#04:VILLAGE II」（2013年4月26日 - 28日、上野ストアハウス） - アリシア 役
- 人狼 ザ・ライブプレイングシアターＸ吸血鬼〜渇愛の宴〜（2013年6月13日 - 16日、吉祥寺シアター）
- WORLD（2013年10月18日 - 27日、シアター1010） - リク・シャオチュン 役

### ラジオ
- AKB48 明日までもうちょっと。（2008年5月5日・6月23日・7月28日・12月1日・2010年6月28日、文化放送）

### ゲーム
- 萌える麻雀 もえじゃん![14]（2008年10月23日、ハドソン） - 丹下やおい 役

## 書籍

### 写真集
- 米米米（TOKYO NEWS MOOK、2010年11月12日、東京ニュース通信社、撮影：村松昭人）ISBN 978-4863361195

### カレンダー
- 米沢瑠美 2011年カレンダー（2010年10月10日、ハゴロモ）